# Cholovocera attae
Cholovocera attae là một loài bọ cánh cứng trong họ Endomychidae. Loài này được Kraatz miêu tả khoa học năm 1858.